# Justicia veraguensis
Justicia veraguensis är en akantusväxtart som beskrevs av T.F. Daniel och D.C. Wasshausen. Justicia veraguensis ingår i släktet Justicia och familjen akantusväxter. Inga underarter finns listade i Catalogue of Life.